# A.E. van Vogt
Alfred Elton van Vogt (Winnipeg (Manitoba, Canada), 26 april 1912 - Los Angeles, Californië, (Verenigde Staten), 26 januari 2000) was een van de grondleggers van de moderne sciencefiction.

## Biografie
Van Vogt was een kind van een Nederlands echtpaar dat naar Canada geëmigreerd was: zijn vader was advocaat en later agent van de Holland-Amerika Lijn. Alfred was dus, hoewel in Canada opgegroeid, een volbloed Nederlander. Hij had drie broers en een zuster. Als kind al raakte Van Vogt gefascineerd door sf. Hij las vaak 's avonds in bed onder de dekens met een zaklamp. Meestal waren dit pulptijdschriften zoals Amazing Stories. Hij bezocht vaak de plaatselijke bibliotheek. Door de crisis van de jaren 30 verloor zijn vader zijn baan en kon hij Alfred niet meer financieel ondersteunen. Alfred was toen student en om in zijn levensonderhoud te voorzien en zijn studie te bekostigen, werkte hij onder andere als vrachtwagenchauffeur, boerenknecht en kantoorklerk. Hij ontdekte in 1938 dat er een markt was voor de verhalen die hij schreef en zo startte zijn schrijversloopbaan. In 1939 trouwde hij met Edna Mayne Hull, zelf ook een verdienstelijk schrijfster. Tijdens de Tweede Wereldoorlog werd Van Vogt afgekeurd voor militaire dienst wegens zijn slechte ogen. In 1944 verhuisden de Van Vogts naar Los Angeles waar Alfred ontdekte dat hij met een typemachine veel meer kon schrijven dan alleen met pen en papier, waardoor zijn productie steeg en hij toch meer vrije tijd over had. Van Vogt en zijn vrouw kwamen in de jaren 50 onder invloed van Ron L. Hubbards dianetics maar braken ermee rond 1970. In 1975 verscheen Reflections of A.E. Van Vogt, een autobiografie. Dit was ook het jaar waarin zijn vrouw Edna overleed. Hij trouwde later zijn tweede vrouw Lydia. Alfred van Vogt schreef zijn laatste boeken in de jaren 80: Cosmic Encounter [1980], Computer Eye [1983] en Null-A Three [1985]. Hij overleed aan de gevolgen van alzheimer op 26 januari 2000.

## Werkwijze
Van Vogt merkte al vroeg dat hij niet goed was in het doelbewust opzetten van een plot en daaromheen een verhaal opbouwen. Beter lukte het hem inspiratie op te doen uit zijn dromen. Hij had daarom altijd een notitieblok naast zijn bed liggen zodat hij direct zijn dromen kon noteren als hij wakker werd. Eenzelfde procedure volgden schrijvers zoals horror en sf-schrijver H. P. Lovecraft.

## Belangrijkste boeken
In zijn boeken speelt psychologie een grote rol. Zijn roman 'Slan' (1940), waarin de hoofdrol vertolkt wordt door een jongetje dat opgejaagd wordt omdat hij over telepathische gaven beschikt, is hier een goed voorbeeld van. Een ander noemenswaardig boek is Avontuur tussen de sterren (The Voyage of the Space Beagle), waarin het schip de Space Beagle centraal staat, dat naar voorbeeld van Charles Darwins Beagle, de ruimte exploreert op zoek naar vreemde intelligenties.
De Nul-A-trilogie, (gebaseerd op het werk van Alfred Korzybski) is bijzonder omdat Van Vogt hierin een wereld omschrijft waarin niet-aristoteliaans gedacht wordt, in tegenstelling tot de onze. Het eerste en volgens kenners beste deel verscheen in 1945.
In een verhaal uit 1932 omschrijft Van Vogt een wezen dat als twee druppels water lijkt op de vloeibare robot uit de film 'Terminator - judgment day' De scène waarin dit wezen zichzelf vloeibaar maakt om de vloer van een ruimteschip na te bootsen als hij hoort dat zijn slachtoffer eraan komt, deze vervolgens over hem heen laat lopen en zichzelf daarna achter de rug van zijn slachtoffer, naar diens gelijkenis omvormt om hem vervolgens te doden, komt wel zo erg overeen dat er geen twijfel over mag bestaan dat de schrijvers van genoemde film hier een klein eerbetoon uitgebracht moeten hebben.

## Beoordeling
De kritieken over van Vogts werken zijn scherp verdeeld.
Damon Knight vond hem maar een prutser:
"In general van Vogt seems to me to fail consistently as a writer in these elementary ways: 1. His plots do not bear examination. 2. His choice of words and his sentence-structure are fumbling and insensitive. 3. He is unable either to visualize a scene or to make a character seem real".
Maar Philip K. Dick vond hem een van de inspirerendste sf-schrijvers die ook hemzelf sterk heeft beïnvloed:
"I started reading sf when I was about twelve and I read all I could, so any author who was writing about that time, I read. But there's no doubt who got me off originally and that was A.E. van Vogt. There was in van Vogt's writing a mysterious quality, and this was especially true in The World of Null A. All the parts of that book did not add up; all the ingredients did not make a coherency. Now some people are put off by that. They think that's sloppy and wrong, but the thing that fascinated me so much was that this resembled reality more than anybody else's writing inside or outside science fiction."